# Kišor
Kišor (hebrejsky כִּ‏ישוֹ‏ר, doslova „Přeslice“, v oficiálním přepisu do angličtiny Kishor) je vesnice typu kibuc v Izraeli, v Severním distriktu, v Oblastní radě Misgav.

## Geografie
Leží v nadmořské výšce 476 metrů, v jižní části Horní Galileji, cca 15 kilometrů východně od břehů Středozemního moře a cca 30 kilometrů na západ od Galilejského jezera. Je situována v regionu nazývaném Chevel Tefen (חבל תפן), nedaleko od hrany prudkého terénního zlomu Matlul Curim, který na severozápadní straně vystupuje z údolí Bejt ha-Kerem. Poblíž vesnice začíná vádí Nachal Jasaf, které směřuje k západu stejně jako vádí Nachal Bejt ha-Emek, jehož hluboké údolí míjí kibuc na severní straně.
Obec se nachází cca 107 kilometrů severovýchodně od centra Tel Avivu a cca 27 kilometrů severovýchodně od centra Haify. Kišor obývají Židé, přičemž osídlení v tomto regionu je etnicky smíšené. V údolí Bejt ha-Kerem, přímo pod kibucem, leží bývalé město Šagor, které obývají izraelští Arabové. Na západní straně leží pás měst Džulis, Jirka a Džudejda-Makr, která kromě Arabů obývají i Drúzové. Jediným větším židovským sídlem v okolí je město Karmiel 5 kilometrů jihovýchodně od osady. Krajina mezi těmito městskými centry je ovšem postoupena řadou menších židovských vesnic.
Obec Kišor je na dopravní síť napojena pomocí lokální silnice číslo 8544, jež propojuje všechny židovské vesnice na tomto horském masivu.

## Dějiny
Vesnice Kišor byla založena roku 1976 v rámci programu Micpim be-Galil, který vrcholil na přelomu 70. a 80. let 20. století a v jehož rámci vznikly v Galileji desítky nových židovských vesnic s cílem posílit židovské demografické pozice v tomto regionu a nabídnout kvalitní bydlení kombinující výhody života ve vesnickém prostředí a předměstský životní styl.
Pojmenována byla podle biblického citátu, Kniha přísloví 31,19 - „Vztahuje ruce po přeslenu, svými prsty se chápe vřetena“ Zároveň jde o hebrejskou variantu názvu nedalekého drúzského města Kisra.
Vesnice byla založena roku 1976 jako polovojenské sídlo typu Nachal. Roku 1980 se změnila na trvalou civilní osadu. Nepodařilo se jí ale získat významnější populaci a pobývali zde pouze 4 lidí. V roce 2001 byl proto kibuc změněn na komunitu zaměřenou na výchovu lidí s postižením. Klienti instituce se tu zabývají i organickým zemědělstvím. Podle jiného pramene k proměně původního skomírajícího kibucu došlo už roku 1993, kdy tu mělo dojít k výměně populace a příchodu komunity tvořené stoupenci pacifistického hnutí Šalom Achšav.
Vesnice výhledově plánuje rozšířit zemědělské aktivity a zřídit vinice.

## Demografie
Obyvatelstvo Kišor je sekulární. Kibuc ještě k roku 2008 neměl status samostatné obce. Populaci k roku 2008 tvořilo 100 klientů ústavu a 50 členů personálu. K 31. prosinci 2014 zde žilo 145 obyvatel. Během roku 2014 populace klesla o 5,8 %.
| Rok            | 2009 | 2010 | 2011 | 2012 | 2013 | 2014 |
| -------------- | ---- | ---- | ---- | ---- | ---- | ---- |
| Počet obyvatel | 141  | 140  | 148  | 153  | 154  | 145  |